# Vertiginidae
Vertiginidae es una familia de pequeños caracoles terrestres, pulmonados gasterópodos moluscos.
La familia Vertiginidae incluye 93-95 especies.

## Géneros
Hay tres subfamilias en esta familia de acuerdo con Taxonomía de los gasterópodos (Bouchet & Rocroi, 2005):
- subfamilia Vertigininae Fitzinger, 1833
  - tribu Vertiginini Fitzinger, 1833
    - género Vertigo O. F. Müller, 1773. Es el género tipo de la familia.[2]

- - tribu Truncatellinini Steenberg, 1925 - synónimo: Truncatellininae, Columellinae Schileyko, 1998
    - género Columella Westerlund, 1878[2]
    - género Truncatellina Lowe, 1852. Es el género tipo de la tribu.

- subfamilia Gastrocoptinae Pilsbry, 1918
  -     - género Aulacospira Möllendorff, 1890[2]
    - género Gastrocopta Wollaston, 1878. Es el género tipo de la subfamilia Gastrocoptinae[2]
    - género Hypselostoma Benson, 1856[2]

- subfamilia Nesopupinae Steenberg, 1925 
  -     - género Cylindrovertilla O. Boettger, 1881[2]
    - género Nesopupa Pilsbry, 1900. Es el género tipo de la subfamilia  Nesopupinae[2]
    - género Staurodon Lowe, 1852[cita requerida]

- subfamilia ?
  -     - género Bothriopupa Pilsbry, 1898[3]
      - Bothriopupa tenuidens (C. B. Adams, 1845)[3]

    - género Campolaemus Pilsbry, 1892[cita requerida]
    - género Sterkia Pilsbry, 1898 en Pupillidae[4] / o en Vertiginidae[3]